# Weiss (cràter)
Weiss és un cràter d'impacte de la Lluna situat a la vora sud de la Mare Nubium. Gairebé connectat a la vora sud-oest es troba el cràter Cichus, i Pitatus es troba just a un diàmetre a l'est-nord-est. A l'est-sud-est apareix el cràter Wurzelbauer, considerablement erosionat.

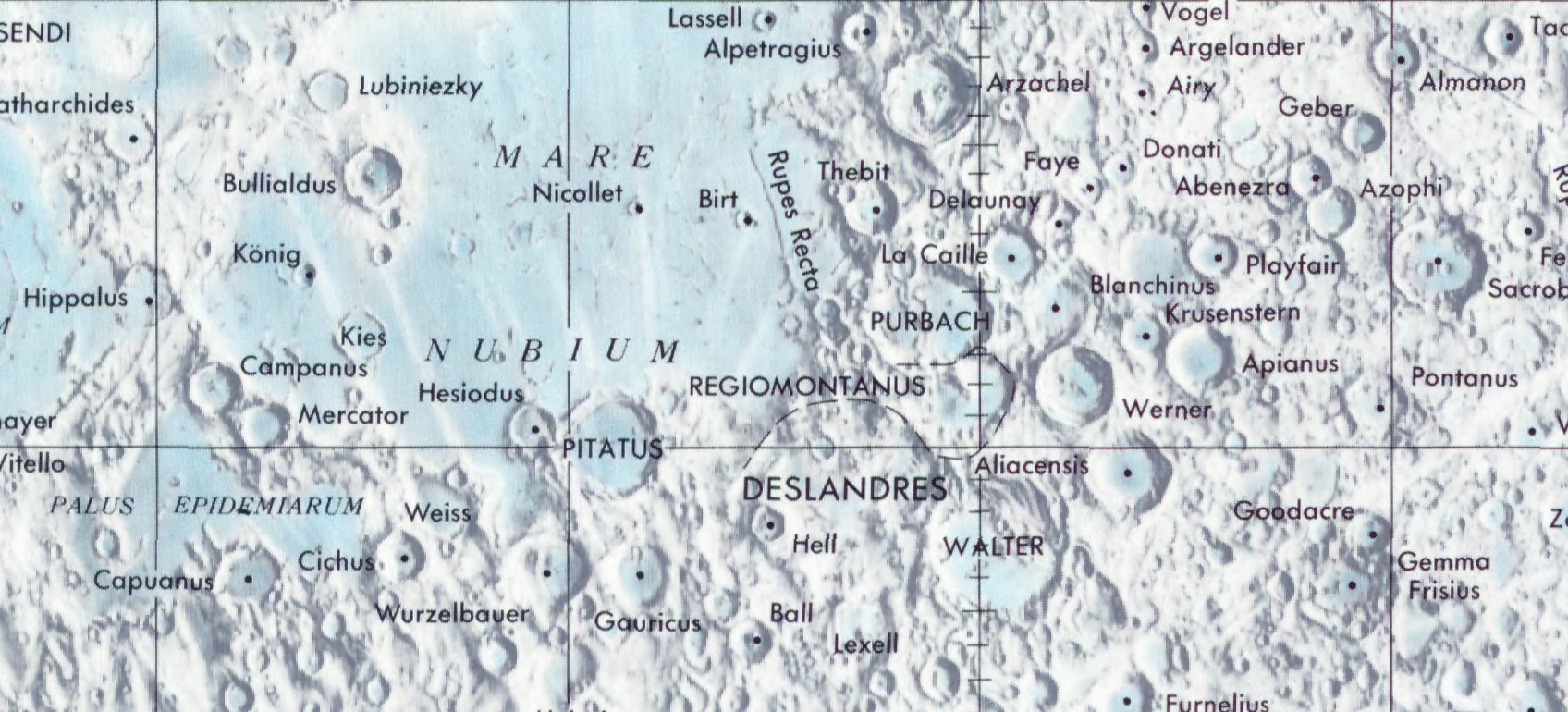
Localització de Weiss (quadrant inferior esquerre de la imatge)
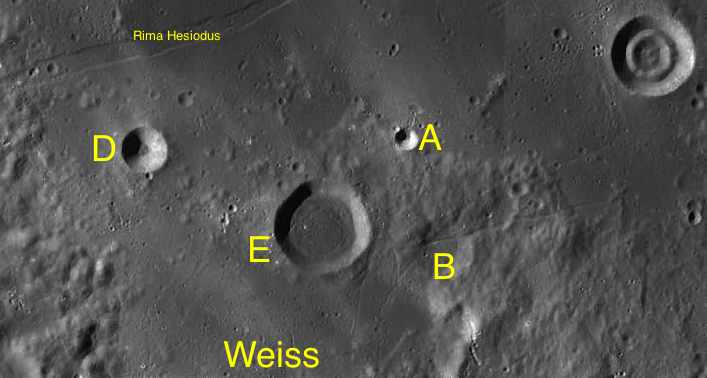
Cràters satèl·lit

La vora nord d'aquest cràter pràcticament ha desaparegut. El seu interior ha estat inundat per la lava, deixant una superfície gairebé sense trets destacables. La meitat sud de la vora encara es manté visible, encara que erosionada en alguns llocs. Aquesta vora té una alçada de 0.8 km sobre la base. El cràter satèl·lit Weiss I es troba a la vora nord del sòl interior, en el romanent supervivent de la vora. Un cràter més petit just a l'est de Weiss I s'insereix en el costat nord-est del cràter principal.
El cràter està marcat per petjades de sistema de marques radials del prominent cràter Tycho, que es troba diversos centenars de quilòmetres a sud-est. A nord de Weiss es localitza l'esquerda anomenada Rima Hesiodus, que rep el seu nom del cràter proper Hesiodus, localitzat a nord-est.

## Cràters satèl·lit
Per convenció aquests elements són identificats en els mapes lunars posant la lletra en el costat del punt central del cràter que està més proper a Weiss.
| Weiss | Coordenades                          | Diàmetre |
| ----- | ------------------------------------ | -------- |
| A     | 30° 30′ S, 18° 36′ O / 30.5°S,18.6°O | 4 km     |
| B     | 31° 12′ S, 18° 24′ O / 31.2°S,18.4°O | 10 km    |
| D     | 30° 42′ S, 20° 18′ O / 30.7°S,20.3°O | 9 km     |
| E     | 31° 06′ S, 19° 12′ O / 31.1°S,19.2°O | 17 km    |